# Wieferich-Primzahl
Eine Wieferich-Primzahl ist eine Primzahl {\displaystyle p} mit der Eigenschaft, dass {\displaystyle 2^{p-1}-1} durch {\displaystyle p^{2}} teilbar ist.
Alternativ kann man dies auch als Kongruenz schreiben:
{\displaystyle 2^{p-1}\equiv 1{\pmod {p^{2}}}.}
Solche Primzahlen wurden 1909 von dem deutschen Mathematiker Arthur Wieferich erstmals beschrieben.

## Bekannte Wieferich-Primzahlen
Man kennt bisher nur zwei Wieferich-Primzahlen, nämlich 1093 (Waldemar Meißner 1913) und 3511 (Beeger 1922). Mit Computerhilfe wurden bis November 2008 alle Zahlen bis 6,7 × 1015 untersucht, weitere Wieferich-Primzahlen fand man dabei nicht. Es ist nicht bekannt, ob es unendlich viele Wieferich-Primzahlen gibt. Es besteht sowohl die Vermutung, dass dies nicht der Fall ist, als auch die gegenteilige, genauer: dass zwischen {\displaystyle x} und {\displaystyle y} etwa {\displaystyle \log(\log(y)/\log(x))} Wieferich-Primzahlen liegen. Es ist sogar noch offen, ob es unendlich viele Primzahlen gibt, die keine Wieferich-Primzahlen sind. Joseph Silverman zeigte dies 1988 unter Annahme der abc-Vermutung.

## Verwandtschaft mit dem großen Fermatschen Satz
Wieferich beschäftigte sich mit dem großen Fermatschen Satz. 1909 veröffentlichte er als Ergebnis den Satz:
Wenn {\displaystyle x^{p}+y^{p}+z^{p}=0}, wobei {\displaystyle x,y} und {\displaystyle z} ganze Zahlen sind, {\displaystyle p} eine Primzahl ist und das Produkt {\displaystyle xyz} nicht teilbar durch {\displaystyle p}, dann ist {\displaystyle p} eine Wieferich-Primzahl, also {\displaystyle 2^{p-1}-1} durch {\displaystyle p^{2}} teilbar.
1910 zeigte Dmitry Mirimanoff, dass dann auch {\displaystyle 3^{p-1}-1} durch {\displaystyle p^{2}} teilbar ist. Die einzigen bekannten Primzahlen, die diese Bedingung erfüllen, sind {\displaystyle p=11} und {\displaystyle p=1006003} (Kloss 1965).
Aus dem 1995 bewiesenen großen Fermatschen Satz folgt, dass die Voraussetzungen des Satzes von Wieferich nicht erfüllt werden können.

## Eigenschaften von Wieferich-Primzahlen
- Aus der Wieferich-Primzahl {\displaystyle w} kann die Mersenne-Zahl {\displaystyle M_{n}=M_{w-1}=2^{w-1}-1} als Produkt {\displaystyle M_{w-1}=kw^{2}} konstruiert werden.

{\displaystyle n=w-1} ist somit (trivialerweise, da {\displaystyle n} geradzahlig) nicht prim, und {\displaystyle M_{n}} keine Mersenne-Primzahl.
- Offen ist die Frage, ob es Mersenne-Zahlen {\displaystyle M_{p}<M_{w-1}} (mit primen Exponenten {\displaystyle p}) gibt, die durch {\displaystyle w^{2}} teilbar sind. Dabei muss {\displaystyle p} ein Teiler von {\displaystyle w-1} sein, wenn {\displaystyle M_{p}} durch {\displaystyle w} teilbar sein soll.

Dieser Sachverhalt kann mit gruppentheoretischen Begriffen ausgedrückt werden:
Da {\displaystyle w-1} nicht prim ist, handelt es sich bei {\displaystyle 2^{w-1}-1} nicht um eine mersennesche Zahl. Es müsste also eine mersennesche Zahl {\displaystyle 2^{p}-1} mit {\displaystyle p={\frac {w-1}{x}}} geben, die durch {\displaystyle w^{2}} teilbar ist; d. h., dass die Länge {\displaystyle g(w)} der multiplikativen zyklischen Subgruppe von {\displaystyle w} zur Basis 2 prim sein müsste.
Es sind aber empirisch die Gruppenordnungen der einzigen bekannten Wieferichprimzahlen {\displaystyle g(1093)=364=4\cdot 7\cdot 13} und {\displaystyle g(3511)=1755=3^{3}\cdot 5\cdot 13} nicht prim.
Dass Mersenne-Zahlen quadratfrei sind, scheint bisher nur ein empirisches Resultat zu sein. Mathworld formuliert bspw. "Alle bekannten Mersenne Zahlen {\displaystyle 2^{p}-1} sind quadratfrei. Allerdings vermutet GUY (1994), dass es Mersenne-Zahlen gibt, die nicht quadratfrei sind".
- Unterschied zu anderen Basen als 2: für andere Basen als 2 und die entsprechenden Äquivalente zu Mersenne- und Wieferichzahlen trifft dies nicht zu.

Bspw. ist zur Basis 3 mit {\displaystyle {\frac {3^{5}-1}{3-1}}=11^{2}} die Bedingung {\displaystyle w^{2}} teilt {\displaystyle 3^{p}-1} (mit {\displaystyle w,p} prim) erfüllt.
Zur Basis 2819 tritt {\displaystyle w=19} bei {\displaystyle 2819^{3}-1=x\cdot 19^{4}} das Wieferich-analog {\displaystyle w=19} sogar zur Potenz 4 auf. Die Quadratfreiheit von Mersenne-Zahlen (zur Basis 2) muss demnach eine besondere Eigenschaft der Basis 2 (und möglicherweise weiterer Basen) sein, falls sie generell zutreffen sollte.
- Für eine Wieferich-Primzahl {\displaystyle p} gilt:

{\displaystyle 2^{p^{2}}\equiv 2{\pmod {p^{2}}}.}
- Mit {\displaystyle 2^{n}\equiv 1{\pmod {p}}} tritt stets gleichzeitig {\displaystyle 2^{n}\equiv 1{\pmod {p^{2}}}} auf.